# Gene Simmons (album)
Gene Simmons – pierwszy solowy album basisty amerykańskiej grupy KISS, Gene’a Simmonsa wydany we wrześniu 1978 roku. Jest to jeden z czterech solowych albumów wydanych przez członków zespołu KISS tego samego dnia – 18 września 1978.

## Utwory
Strona pierwsza
| 1. | „Radioactive” (Gene Simmons)      | 3:50  |
|    |                                   |       |
| 2. | „Burning Up with Fever” (Simmons) | 4:19  |
|    |                                   |       |
| 3. | „See You Tonite” (Simmons)        | 2:30  |
|    |                                   |       |
| 4. | „Tunnel of Love” (Simmons)        | 3:49  |
|    |                                   |       |
| 5. | „True Confessions” (Simmons)      | 3:30  |
|    |                                   |       |
|    |                                   | 17:58 |
|    |                                   |       |
Strona druga
| 1. | „Living in Sin” (Simmons, Sean Delaney, Howard Marks)       | 3:50  |
|    |                                                             |       |
| 2. | „Always Near You/Nowhere to Hide” (Simmons)                 | 4:12  |
|    |                                                             |       |
| 3. | „Man of 1,000 Faces” (Simmons)                              | 3:16  |
|    |                                                             |       |
| 4. | „Mr. Make Believe” (Simmons)                                | 4:00  |
|    |                                                             |       |
| 5. | „See You in Your Dreams” (Simmons)                          | 2:48  |
|    |                                                             |       |
| 6. | „When You Wish Upon a Star” (Ned Washington, Leigh Harline) | 2:44  |
|    |                                                             |       |
|    |                                                             | 20:50 |
|    |                                                             |       |

## Informacje
- Jeff Baxter – gitara
- Cher – śpiew
- Sean Delaney – perkusja, śpiew, producent
- Michael Des Barres – śpiew
- Fran Eisenberg - śpiew
- Richard Gerstein – perkusja, pianino
- Diva Gray - śpiew
- Gordon Grody - śpiew
- Shane Howell – gitara
- Janis Ian – śpiew
- Neil Jason – bas
- Steve Lacey – gitara
- Rick Nielsen – gitara
- Joe Perry – gitara
- Elliott Randall – gitara
- Richie Ranno – gitara
- Carolyn Ray - śpiew
- Helen Reddy – śpiew
- Katey Sagal – śpiew
- Allan Schwartzberg – perkusja
- Bob Seger – śpiew
- Gene Simmons – gitara akustyczna, gitara elektryczna, śpiew, producent
- Donna Summer – śpiew
- Eric Troyer - pianino, śpiew